# Mirosław Cezariusz Patalon
Mirosław Cezariusz Patalon (ur. 31 stycznia 1966 w Ostródzie) – polski pedagog i religioznawca, działacz społeczny i ekumeniczny, profesor nauk humanistycznych, dziekan Wydziału Nauk Społecznych Akademii Pomorskiej w Słupsku w kadencji 2016–2020, Członek Zarządu Związku Wyznaniowego Postępowych Gmin Żydowskich Beit Polska.

## Życiorys
Maturę uzyskał w I Liceum Ogólnokształcącym im. Jana Bażyńskiego w Ostródzie. Studiował w Seminarium Teologicznym Polskiego Kościoła Chrześcijan Baptystów, a następnie w Chrześcijańskiej Akademii Teologicznej w Warszawie (ChAT), gdzie uzyskał tytuł magistra teologii. W 1999 r. doktoryzował się w zakresie pedagogiki w Instytucie Pedagogiki Wydziału Nauk Społecznych Uniwersytetu Gdańskiego na podstawie rozprawy pt. Przejawy postmodernizmu w pedagogice współczesnego protestantyzmu na przykładzie Kościoła chrześcijan baptystów w RP. Stopień doktora habilitowanego nauk teologicznych uzyskał w 2004 r. na Wydziale Teologicznym ChAT. W 2010 r. otrzymał tytuł naukowy profesora nauk humanistycznych, a w 2011 r. objął stanowisko profesora zwyczajnego Uniwersytetu Gdańskiego.
Współpracuje z zagranicznymi ośrodkami naukowymi, m.in. z Uniwersytetem Południowoczeskim w Czeskich Budziejowicach, Instytutem Jad Waszem w Jerozolimie i Uniwersytetem Zachodniej Wirginii w Morgantown jako research scholar oraz z międzynarodowym zespołem badawczym Brazil Research Group. Od 2005 roku jest członkiem kolegium recenzentów amerykańskiego półrocznika naukowego „Process Studies” (wydawca: Center for Process Studies, Claremont, Kalifornia). Członek Rady Naukowej Międzynarodowego Forum Pedagogicznoreligijnego „Keryks”.
W latach 1989–2003 był założycielem i pastorem zborów baptystycznych we Wrocławiu i Gdańsku. Był wykładowcą Wyższego Baptystycznego Seminarium Teologicznego w Warszawie oraz Ewangelikalnej Wyższej Szkoły Teologicznej we Wrocławiu. W latach 2008–2011 pełnił funkcję prodziekana Wydziału Nauk Społecznych Uniwersytetu Gdańskiego.
12 marca 2004 roku reprezentował Kościół Chrześcijan Baptystów w Ekumenicznej Drodze Krzyżowej, będącej zwieńczeniem V Zjazdu Gnieźnieńskiego. Wydarzenie to miało historyczne znaczenie i było ewenementem na skalę światową (nigdy wcześniej zwierzchnicy tylu Kościołów nie uczestniczyli we wspólnym nabożeństwie Drogi Krzyżowej). Członek Komisji Ekumenicznej i współorganizator VII Zjazdu Gnieźnieńskiego (15–17 czerwca 2007 roku), w latach 2006–2008 wiceprzewodniczący Komisji Wychowania Chrześcijańskiego Polskiej Rady Ekumenicznej w Warszawie.
W latach 2013–2016 był dyrektorem Instytutu Pedagogiki i Pracy Socjalnej Akademii Pomorskiej w Słupsku. Członek Zarządu Towarzystwa Metafizycznego im. A.N. Whiteheada.
27 kwietnia 2016 został wybrany na dziekana Wydziału Nauk Społecznych Akademii Pomorskiej w Słupsku na kadencję 2016–2020.
Jest również zatrudniony na stanowisku profesora w Akademii Nauk Stosowanych w Elblągu.
Na podstawie Zarządzenia Prezydenta Miasta Gdańska z dnia 8 września 2016 roku został powołany na członka Gdańskiej Rady ds. Równego Traktowania. Do kompetencji Rady należy monitorowanie i analizowanie zjawisk wywołujących dyskryminacje, podejmowanie działań interwencyjnych, edukowanie i promowanie postaw tolerancyjnych, a także opiniowanie projektów uchwał i programów przyjmowanych przez Radę Miasta.
Od stycznia 2023 roku pełni funkcję Członka Zarządu Związku Wyznaniowego Postępowych Gmin Żydowskich Beit Polska.

## Życie prywatne
Ojciec czterech córek: Aleksandry, Weroniki, Zofii Antoniny i Marlene Mia oraz syna Abrahama.

## Wybrane publikacje (książki)
- Fenomen chrześcijaństwa. Wybór tekstów źródłowych (red.), Słupsk 2001
- Teologia a pedagogika. Teologia mediacji H. Richarda Niebuhra jako źródło inspiracji pedagogicznych, Słupsk 2002
- Pedagogika ekumenizmu. Procesualność jako paradygmat interkonfesyjnej i interreligijnej hermeneutyki w ujęciu Johna B. Cobba Jr., Gdańsk 2007
- Tolerancja a edukacja (red. nauk.), Gdańsk 2008
- John B. Cobb, Teologia procesu. Wybrane zagadnienia w formie pytań i odpowiedzi (tłumaczenie, redakcja i krytyczne opracowanie książki), Gdańsk 2008
- The Philosophical Basis of Inter-religious Dialogue. The Process Perspective (red. nauk.), Newcastle upon Tyne 2009
- W drodze za Chrystusem. Kościoły chrześcijańskie w Polsce mówią o sobie (red.), Kraków 2009
- (współautor z Małgorzata Cackowska, Lucyna Kopciewicz, Piotr Stańczyk, Karolina Starego, Tomasz Szkudlarek) Dyskursywna konstrukcja podmiotu. Przyczynek do rekonstrukcji pedagogiki kultury. Wydawnictwo Uniwersytetu Gdańskiego, Gdańsk 2012.
- Teologiczne inspiracje w pracy socjalnej, Toruń 2013
- Religijne uwarunkowania pracy socjalnej (red. nauk.), Toruń 2014
- Kohelet Taoista. Przyczynek do dialogu międzykulturowego, Toruń 2017 ISBN 978-83-8019-311-6
- Young-Jin Choi, Wschód i Zachód. Rozważania o taoizmie i judaizmie w kontekście relacji człowiek-natura (tłumaczenie i krytyczne opracowanie książki), Toruń 2018 ISBN 978-83-8019-413-7
- Którego szukasz, ty jesteś morderca. Semantyka pragnienia w tekstach źródłowych religii Abrahamowych, Toruń 2022 ISBN 978-83-8019-814-2[15]
- Pedagogika i praca socjalna w obliczu kryzysu migracyjnego, Elbląg 2022 ISBN 978-83-62336-65-4[16]